# Hichem Driss
Jellel Gasteli född 1968 i Tunis, är en tunisisk fotograf, utbildad vid École de communication visuelle i Paris. Sedan 2002 arbetar han som frilansfotograf, och har ofta samarbetat med fotografer inom mode, design, arkitektur och konstfotografi. I fotoserien #404 behandlar Driss den plötsliga friheten från censur som tunisierna upplevde i samband med Jasminrevolutionen 2011. (Anrop av censurerade webbsidor hade dessförinnan resulterat i meddelandet 404.)